# هارپر (فیلم)
هارپر (انگلیسی: Harper) فیلمی در ژانر جنایی و معمایی است که در سال ۱۹۶۶ منتشر شد.
هارپر که در انگلستان با عنوان (The Moving Target) اکران شد، فیلمی ست بر اساس رمان راس مک دانلد و فیلمنامه ویلیام گلدمن و به کارگردانی جک اسمایت ساخته شده‌است که تحسین منتقدین را در پی داشت. در این فیلم پل نیومن در نقش لو هارپر به ایفای نقش پرداخته‌است. ویلیام گلدمن در سال ۱۹۶۷ جایزه ادگار در رشته بهترین فیلمنامه را تصاحب نمود.
این فیلم با نشان دادن تصاویری از همفری بوگارت به عنوان سم اسپید همسر بیوه فیلیپ مارلو با بازی لورن باکال که در جستجوی شوهر مفقودش است به همفری بوگارت ادای احترام کرده‌است. نقشی مشابه نقش ژنرال استرن وود در فیلم خواب ابدی (۱۹۴۶) با بازی بوگارت و باکال.
در سال ۱۹۷۵ پل نیومن همین نقش را در فیلم استخر غرق (به انگلیسی: The Drowning Pool) تکرار کرده‌است.

## بازیگران
- پل نیومن
- لورن باکال
- جولی هریس
- جنت لی
- پاملا تیفین
- رابرت واگنر
- رابرت وبر
- شلی وینترز
- هارولد گلد
- استروتر مارتین